# ガンファイターの最後 (1964年の映画)
『ガンファイターの最後』（ガンファイターのさいご、The Ballad of a Gunfighter）は、1964年に公開されたアメリカ合衆国の西部劇映画である。

## キャスト
| 役名             | 俳優               | 日本語吹替                                                 |
| 役名             | 俳優               | フジテレビ版                                               |
| ---------------- | ------------------ | ---------------------------------------------------------- |
| マーティ         | マーティ・ロビンス | 山内雅人                                                   |
| セコーラ         | ジョイス・レッド   | 富田千代美                                                 |
| アラン・マコード | ボブ・バロン       | 小林清志                                                   |
| 神父             | ネスター・パイヴァ | 北村弘一                                                   |
| フェリーナ       | ローレット・ルエズ | 渡辺典子                                                   |
| 不明 その他      | N/A                | 山本嘉子 村松康雄 西桂太 武川信 城山知馨夫 国坂伸 伊島幸子 |
| 日本語版スタッフ |                    |                                                            |
| 演出             | 演出               | 小松亘弘                                                   |
| 翻訳             | 翻訳               | 山中誠人                                                   |
| 効果             | 効果               | TFCグループ                                                |
| 制作             | 制作               | 東北新社                                                   |
| 初回放送         | 初回放送           | 1971年12月 『夜の名画座』 正味74分                         |